# 崔学东 (二胡演奏家)
崔学东，男，辽宁沈阳人。旅日中国二胡演奏家。中国民族管弦乐学会会员。

## 生平
幼年开始学习二胡。毕业于沈阳音乐学院民族系二胡专业。1978年进入国家重点剧院“沈阳评剧院”。以乐团首席二胡演奏家的身份在中国各地巡回演出。1985年受聘为沈阳艺术学校讲师，分校校长。1997年成为沈阳歌舞团民族乐团团长。2000年首次赴日公演，在冲绳的琉球村举办演奏会。2009年再次赴日，在爱知县热田区开设了崔学东二胡教室。
2011年5月7日，为了支援在日本“3·11大地震”中受灾的日本东北地区和关东部分地区民众，崔学东在日本爱知县名古屋市中村文化小剧场举办了一场慈善演奏音乐会。